# 霧藻ヶ峰
霧藻ヶ峰（きりもがみね）は、埼玉県秩父市にある標高1,523.1mの山。奥秩父の山域の一つ。

## 概要
黒岩山、燕岩という名前があるが、秩父宮雍仁親王が1933年（昭和8年）の夏、ここへ登山に訪れた際、「霧藻ヶ峰」の名を付けた。サルオガセ（霧藻）があることから付けたのだという。三峯神社方面に少し下った所に秩父宮夫妻のレリーフがある。

## 周辺にある小屋
- 霧藻ヶ峰休憩所
- 白岩小屋

## 隣接する山
- 妙法が岳
- 白岩山